# Perko (Burkina Faso)
Pour les articles homonymes, voir Perko.
Ne doit pas être confondu avec Perkoa.
Perko est localité située dans le département de Dablo de la province du Sanmatenga dans la région Centre-Nord au Burkina Faso. 

## Géographie
Localité constituée de plusieurs centres d'habitation dispersés, Perko est situé à 10 km au sud-ouest de Dablo, le chef-lieu du département, et à environ 40 km au nord de Barsalogho.

## Éducation et santé
Le centre de soins le plus proche de Perko est le centre de santé et de promotion sociale (CSPS) de Dablo tandis que le centre médical avec antenne chirurgicale (CMA) de la province se trouve à Barsalogho et que le centre hospitalier régional (CHR) est à Kaya. 
Perko possède une école primaire publique de trois classes.